# Lü-liang (prefektura)
Lü-liang (čínsky 吕梁, pchin-jinem Lǚliáng) je městská prefektura v čínské provincii Šan-si. Celá prefektura má rozlohu 21 128 čtverečních kilometrů a k roku 2020 v ní žilo 3,4 milionu obyvatel. K roku 2010 to bylo 3,7 milionu, k roku 2000 téměř 3,4 milionu.

## Poloha
Lü-liang leží při západním okraji provincie Šan-si. Na západě hraničí se sousední provincií Šen-si, na východě s Ťin-čungem a Tchaj-jüanem, na jihu s Lin-fenem a na severu se Sin-čou.

## Administrativní členění
Městská prefektura Lü-liang se člení na třináct celků okresní úrovně, a sice jeden městský obvod, dva  městské okresy a deset okresů.
| Li-š’ městský okres · Siao-i městský okres · Fen-jang okres · Wen-šuej okres · Ťiao-čcheng okres · Sing okres · Lin okres · Liou-lin okres · Š’-lou okres · Lan okres · Fang-šan okres · Čung-jang okres · Ťiao-kchou |        |                       |                    |                                  |
| Název | Název  | Počet obyvatel (2020) | Rozloha km² (2020) | Hustota zalidnění (obyv. na km²) |
| český přepis | znaky  | Počet obyvatel (2020) | Rozloha km² (2020) | Hustota zalidnění (obyv. na km²) |
| Městský obvod |        |                       |                    |                                  |
| Li-š’ | 离石区 | 456 355               | 1 315              | 347                              |
| Městské okresy |        |                       |                    |                                  |
| Siao-i | 孝义市 | 477 289               | 934                | 511                              |
| Fen-jang | 汾阳市 | 407 647               | 1 173              | 348                              |
| Okresy |        |                       |                    |                                  |
| Wen-šuej | 文水县 | 372 580               | 1 069              | 349                              |
| Ťiao-čcheng | 交城县 | 226 768               | 1 830              | 124                              |
| Sing | 兴县   | 183 484               | 3 164              | 58                               |
| Lin | 临县   | 394 713               | 2 978              | 133                              |
| Liou-lin | 柳林县 | 287 969               | 1 290              | 223                              |
| Š’-lou | 石楼县 | 96 808                | 1 735              | 56                               |
| Lan | 岚县   | 148 315               | 1 511              | 98                               |
| Fang-šan | 方山县 | 112 692               | 1 439              | 78                               |
| Čung-jang | 中阳县 | 138 498               | 1 435              | 97                               |
| Ťiao-kchou | 交口县 | 95 313                | 1 258              | 76                               |
| |        |                       |                    |                                  |
| Celkem | Celkem | 3 398 431             | 21 128             | 161                              |